# Orinomana galianoae
Orinomana galianoae là một loài nhện trong họ Uloboridae.
Loài này thuộc chi Orinomana. Orinomana galianoae được Cristian J. Grismado miêu tả năm 2000.